# Rejon archangielski
Rejon archangielski (ros. Архангельский район) – jeden z 54 rejonów w Baszkirii. Stolicą regionu jest Archangielskoje.
100% populacji to ludność wiejska, ponieważ w regionie nie ma żadnego miasta.